# Joe Whitaker
Joe Whitaker (* 18. Januar 1988 in Barnsley, South Yorkshire) ist ein britischer Springreiter.
Joe Whitaker ist ein Spross der britischen Reiterfamilie Whitaker und gehört zu den besten Nachwuchsreitern Englands.
Von Mai bis August 2012 lebte und arbeitete Whitaker in Bayern. Inzwischen lebt er wieder in Barnsley.

## Pferde
- Shearwater Upanda (* 2001), braune KWPN-Stute, Vater: No Limit, Muttervater: Hinault
- Aluta (* 2001), braune Holsteiner-Stute, Vater: Aloube Z, Muttervater: Lavall II
- Carla de Balou (* 2004), braune Oldenburger-Stute, Vater: Colander, Muttervater: Argentinus
- Confident of Victory (* 2004), Westfalen-Stute, Schimmel, Vater: Cornet Obolensky, Muttervater: Damokles
- Pour le Poussage (* 2003), dunkelbraune Westfalen-Stute, Vater: Polytraum, Muttervater: Ladalco
- Singapore (* 2005), brauner Hannoveraner-Wallach, Vater: Stakkato, Muttervater: Glenfiffich

## Erfolge

### Championate
- Europameisterschaften:
  - 2006: 3. Platz mit der Mannschaft (Junioren)

### Weitere Erfolge (Auswahl)
- 2009: 16. Platz im Weltcup-Springen in Leszno (CSI***) mit Kool Kaiser, 9. Platz in Moorsele (CSI****) mit Kool Kaiser, 15. Platz im Großen Preis von Moorsele (CSI****) mit Kool Kaiser, 9. Platz im Großen Preis von Arezzo (CSI***) mit Kool Kaiser, 7. Platz in Arezzo (CSI***) mit Thalita, 3. Platz im Großen Preis von Arezzo (CSI**) mit Kool Kaiser
- 2010: 5. Platz in  Hickstead (CSI****) mit Kool Kaiser
- 2012: 1. Platz in der Silber-Tour von Ranshofen mit Shearwater Upanda, 2. Platz im Großen Preis von Ranshofen, 1. Platz im Großen Preis von Königsbrunn (S***) mit Aluta[2]

(Stand: 15. Juni 2012)